# Bukanier

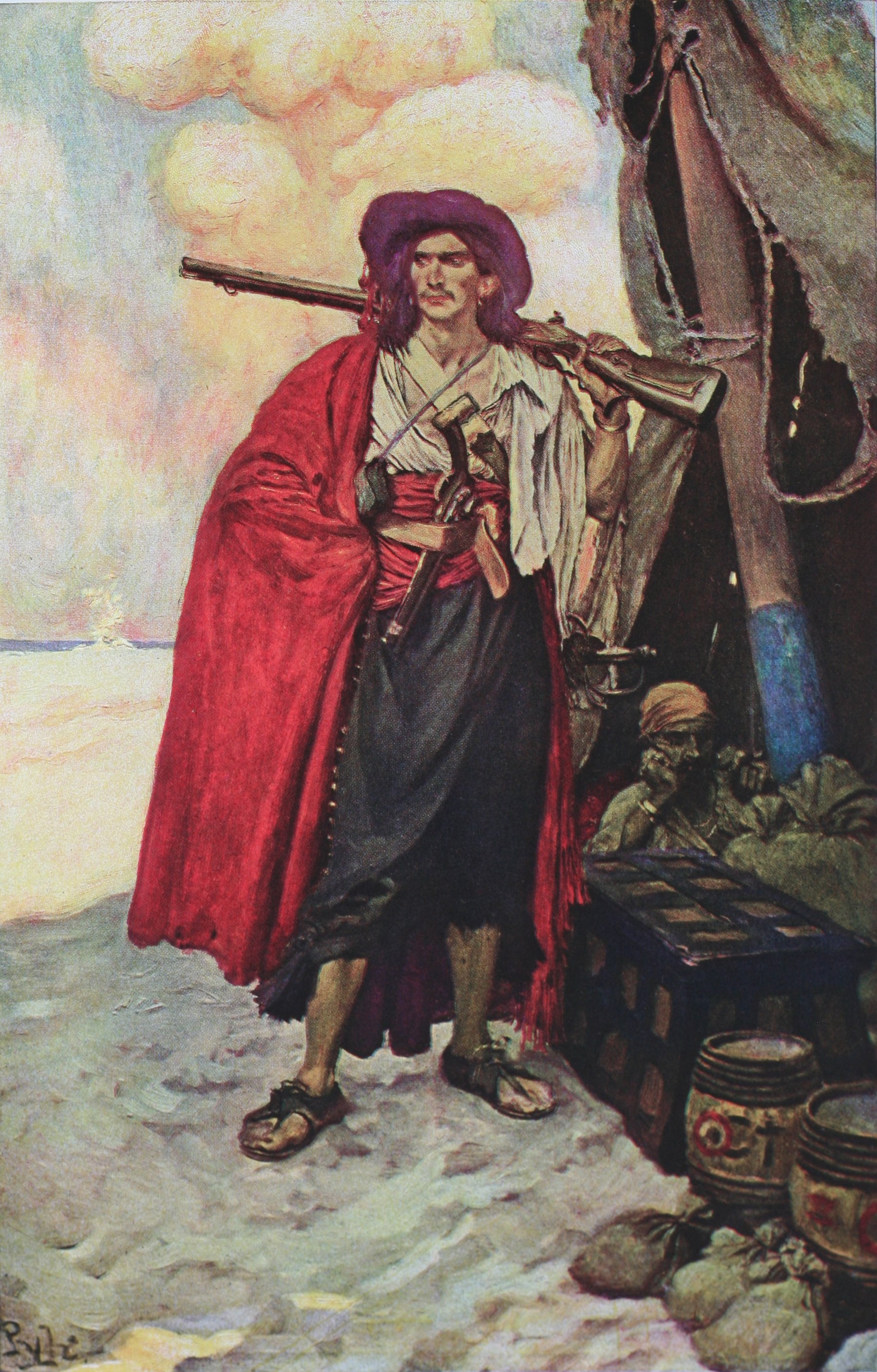
Bukanier – ilustracja z książki Howarda Pyle’a

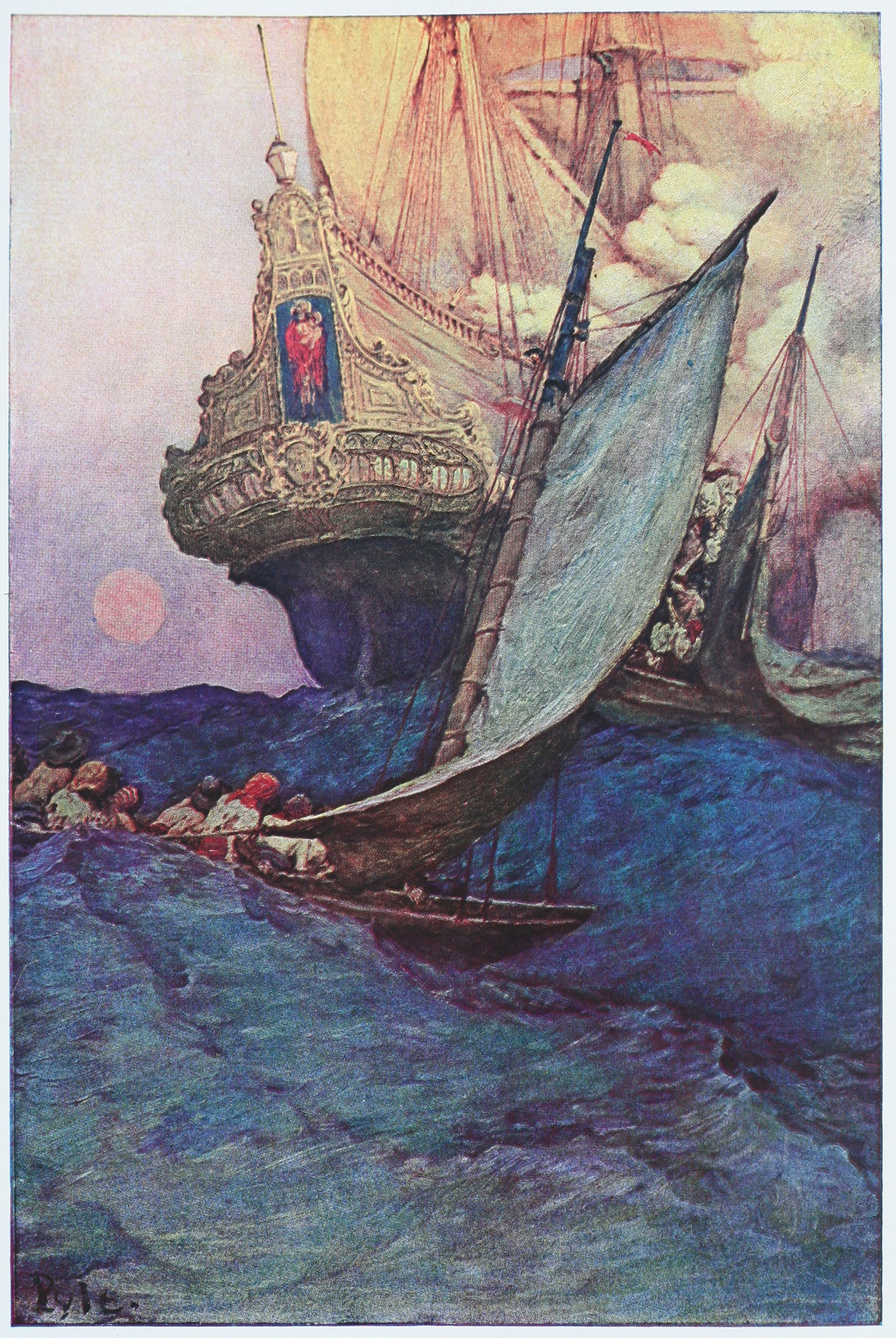
Bukanierzy atakujący dużo większy galeon hiszpański

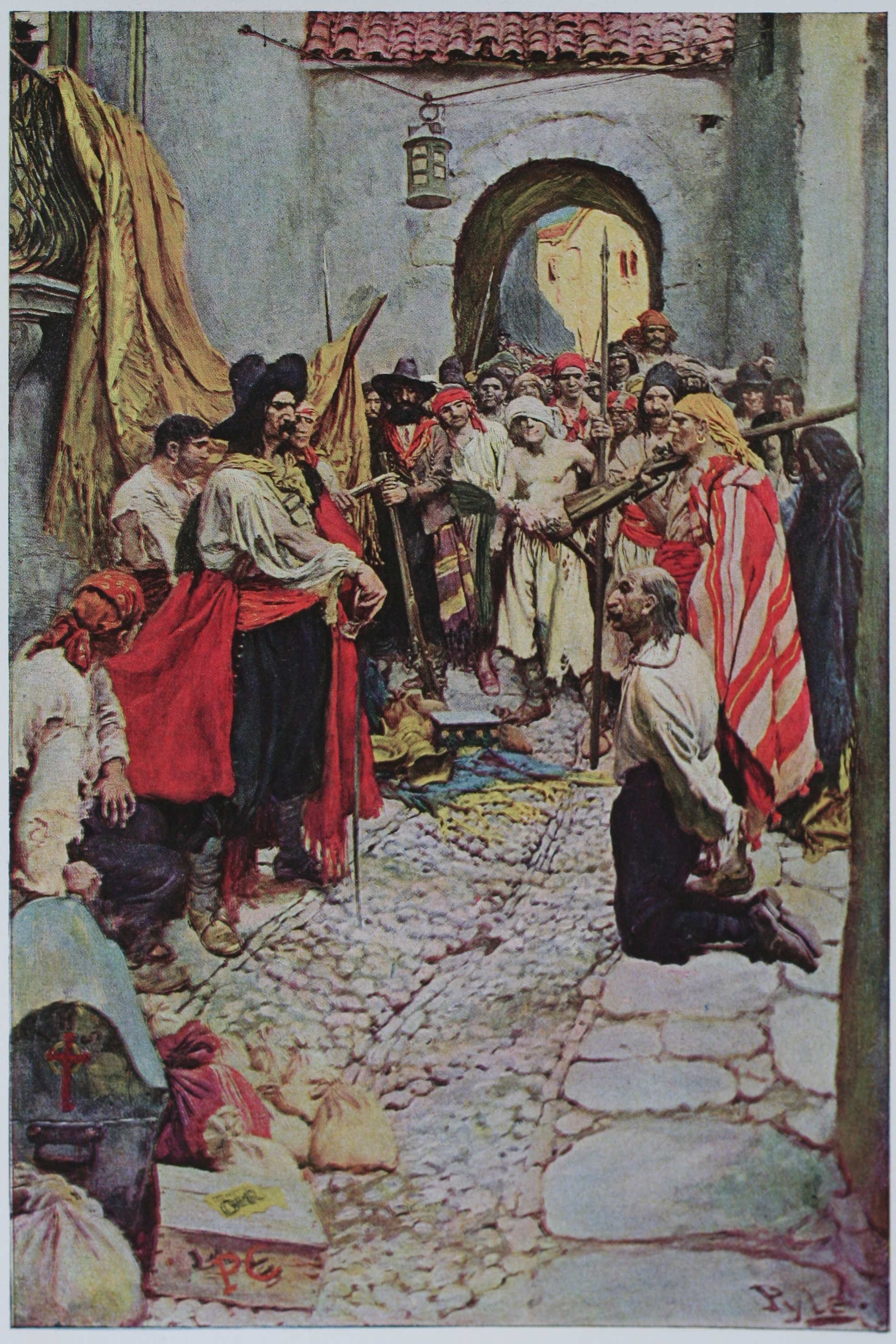
Bukanierzy wymuszający haracz na mieszkańcach podbitego miasta

Bukanier – członek społeczności piratów i myśliwych, składającej się ze zbiegów pochodzenia angielskiego, francuskiego i holenderskiego, osiedlających się od początku XVII wieku na Wielkich Antylach, będących wówczas posiadłością Hiszpanii.
Ich nazwa pochodzi od francuskiego słowa boucan (zapożyczonego z języka mieszkańców Wielkich Antyli), oznaczającego rodzaj grilla, za pomocą którego wędzono mięso upolowanych zwierząt, którym handlowano. Używane zamiennie określenie filibustier (lub flibustier) wywodzi się z francuskiego przekształcenia holenderskiego wyrazu vrijbueter, czyli wolny łowca łupów (z tego samego źródłosłowu pochodzi angielskie słowo freebooter, synonim pirata).
Wśród zbiegów znajdowali się byli żołnierze oraz kryminaliści, jak również osoby uciekające przed prześladowaniami religijnymi i szukające schronienia w trudno dostępnych kryjówkach. Po okresie wojen religijnych w Europie, gdy w połowie XVII wieku nastąpił okres pokoju, a równocześnie wzmogło się prześladowanie innowierców, szczególnie wielu z nich wyruszyło do Nowego Świata. Polowali najpierw na zdziczałe bydło, a po usunięciu przez Hiszpanów z zachodniej części wyspy Haiti (zwanej wówczas Hispaniolą) w 1640 roku rozpoczęli działalność piracką. Wielu przyszłych bukanierów przybyło też jako przymusowi robotnicy francuskiej czy angielskiej Kompanii Zachodnioindyjskiej: oferowały one przewóz kolonisty do Ameryki, którego koszt należało odpracować po przyjeździe; po kilkuletniej, praktycznie niewolniczej pracy, przybysz mógł rozpocząć działalność na własną rękę i nierzadko przyłączał się do bukanierów.
Ich pierwotnymi siedzibami były pierwsze nie-hiszpańskie kolonie na Antylach: francuska Saint Kitts (której gubernatorem był Phillippe de Longvilliers de Poincy) i angielska Nevis. Po zlikwidowaniu tych osad przez oddziały hiszpańskie, przenieśli się na niewielką wyspę Tortugę, położoną u północnych wybrzeży Haiti, a następnie (po 1657 roku) do Port Royal na Jamajce. W każdym przypadku ich uznanie władzy królewskich gubernatorów było nominalne; przedstawiciele władz państwowych nie wtrącali się zaś w ich działalność, pobierając jedynie dziesięcioprocentowy podatek. Inną bazą była Île-à-Vache, leżąca między Tortugą a Jamajką.
Zorganizowani byli jako tak zwane Bractwo Wybrzeża. Decyzje o planowanych wyprawach i podziale zdobyczy podejmowano w sposób demokratyczny. Atakowali statki oraz tereny należące do Hiszpanii, sprzymierzając się z siłami Anglii, Francji i Holandii. W pierwszym okresie atakowali głównie pojedyncze statki, zarówno pełne kolonialnych skarbów, jak i łodzie lokalnych rybaków. Używali niewielkich, wzorowanych na indiańskich, łodzi, które nie nadawały się do otwartej walki z silnie uzbrojonymi okrętami, więc ich główną bronią była szybkość, zaskoczenie i bezwzględność.
W drugiej połowie XVII wieku, wobec grupowania przez Hiszpanów statków w silnie chronione konwoje, bukanierzy przerzucili się na rabowanie kolonialnych miast. Jako pierwszy ekspedycję taką poprowadził Lewis Scott, zdobywając Campeche. W następnych latach Edward Mansfield zdobył Granadę, John Davis – Nikaraguę, a jeden z najsławniejszych bukanierów, Francuz François l’Olonnais, kolejno: Puerto Cavallo, San Pedro Sula, a w 1668 – dwa bogate miasta nad jeziorem Maracaibo. W 1671 roku, pod dowództwem Walijczyka Henry’ego Morgana (zm. 1688), zdobyli Panamę. Znani byli z bezwzględności – Morgan, szturmując w lipcu 1686 roku fort w Porto Bello, posłużył się mieszkańcami miasta jako żywymi tarczami. W Veracruz piraci zgromadzili najważniejszych mieszkańców miasta w katedrze i zagrozili im, w przypadku braku okupu, wysadzeniem w powietrze (otrzymali 200 tysięcy pesos). Niektórzy z bukanierów byli szczególnie znani z okrucieństwa – Francuz Montbars zasłużył sobie na przydomek „Eksterminator”, a Roche Brasiliano miał zwyczaj piec jeńców na ruszcie.
Pod koniec XVII wieku, po uznaniu przez Hiszpanów posiadłości krajów wspierających bukanierów, zostali zlikwidowani. Przenieśli się wówczas na wyspę New Providence na Bahamach, której główne miasto, Nassau w pierwszych dziesięcioleciach XVIII wieku było ich główną bazą. Zapuszczali się też na coraz dalsze wyprawy (między innymi na Pacyfik), ale wobec zorganizowanego działania flot wojennych, ich działalność stopniowo wygasła.
Cennym źródłem dla poznania życia bukanierów jest praca Bukanierzy amerykańscy, której autorem był chirurg-bukanier Alexandre Exquemelin. Innymi dziełami, dotyczącym późniejszego okresu działania piratów karaibskich są książki Williama Dampiera.

## Nawiązania w kulturze
W latach 1837–1838 Ignacy Feliks Dobrzyński skomponował operę pod tytułem Monbar, czyli Filibustierowie do tekstu Seweryny Duchińskiej-Pruszakowej i Ludwika Paprockiego, według noweli Karla van der Velde Der Filibustier (1818).
W języku angielskim słowo filibuster oznacza obstrukcję parlamentarną
W Polsce w 1898 r. Władysław Umiński napisał powieść dla młodzieży pt. Flibustierowie która doczekała się ok. 10 wydań w latach późniejszych.